# 三島女子短大生焼殺事件
三島女子短大生焼殺事件（みしま じょしたんだいせい しょうさつじけん）とは、2002年（平成14年）1月に静岡県三島市川原ケ谷の山中で発生した逮捕監禁・強姦・殺人事件。

## 概要
加害者の男H（事件当時29歳・逮捕当時30歳）は2002年1月22日夜、帰宅途中に偶然鉢合わせした通りすがりの被害者・女子短大生A（当時19歳）を拉致・強姦した上、「覚醒剤を打つのに邪魔になった」という理由から被害者の殺害を決意し、翌23日未明に三島市の山中を通る市道路肩にて被害者Aに生きたまま灯油をかけて焼き殺した。
最高裁判所から1983年に永山則夫連続射殺事件の上告審判決において死刑適用基準を示した傍論「永山基準」が示されて以降では、殺害された被害者数が1人で、かつ経済的利欲目的ではない殺人事件の刑事裁判において、殺人で服役した前科のなかった被告人に死刑判決が言い渡された事例は異例で、最高裁でその死刑判決が支持されて確定した事例も極めて特異なものだった。

## 元死刑囚H
本事件の加害者である男H・J（以下、姓のイニシャル「H」と表記）は1972年（昭和47年）2月21日生まれ（逮捕当時は30歳・建設作業員）。本籍地の北海道上川郡上川町で4人兄弟の第三子・次男として出生し、直後に静岡県三島市へ移住した。実家は三島市若松町にあったが、事件当時は沼津市内の団地に在住していた。
死刑囚Hは法務省（法務大臣：滝実）の死刑執行命令により、2012年（平成24年）8月3日に収監先・東京拘置所で死刑を執行された（40歳没）。

### 生い立ち
Hは三島市内の小中学校で学んだが、中学3年生の時に窃盗の非行で初等少年院へ送致され、少年院入院中に中学校を卒業した。少年院を仮退院してからは鉄筋工などとして働いたが、17歳の時に再び窃盗などの非行で中等少年院に送致された。
中等少年院仮退院後は姉が居住する沖縄県内に移住し、工員として約1年間働いた。その後、三島市に戻ったHはスナック従業員・土木作業員として働いたが、窃盗の非行で保護観察処分を受けた。Hは当時20歳だった1992年（平成4年）8月に中学時代の同級生女性と結婚して2児をもうけたが、それから4か月後（1992年12月）には覚醒剤取締法違反・道路交通法違反の罪で懲役1年6月・執行猶予4年（保護観察付）の有罪判決を受けた。
その執行猶予期間中に当たる1995年（平成7年）4月8日22時40分ごろ、当時23歳だったHは男（当時21歳・田方郡函南町生まれ、住所不定無職）と共謀して駿東郡長泉町下土狩の路上で強盗致傷事件を起こした。同事件で被疑者Hは同年5月22日までに強盗致傷容疑で沼津警察署（静岡県警察）に逮捕され、同年6月12日付で強盗致傷罪で静岡地方検察庁沼津支部から静岡地方裁判所沼津支部へ起訴された。被告人Hは強盗致傷・恐喝・窃盗の罪に問われ、同年10月26日に静岡地裁沼津支部（東原清彦裁判長）にて懲役4年6月（求刑：懲役7年）の実刑判決を受けた。これにより、Hは前述の執行猶予も取り消されたことで併せて刑の執行を受けた後、2001年（平成13年）4月に仮釈放されたが、その服役期間中であった1999年（平成11年）1月には妻と離婚した。
Hは仮釈放後に配送会社で働くなどしていたほか、2001年7月ごろからは離婚した元妻との関係を修復して沼津市内の元妻宅で同居していた。その上で2001年10月ごろからは以前働いたことのある三島市内の建設会社で土木作業員として働き、沼津市内の団地で元妻・子供2人と同居していた。

## 事件の経緯
被害者：女子短大生A（当時19歳：上智短期大学1年生・三島市梅名在住） - 1982年（昭和57年）に沼津市内で生まれ、静岡県立三島南高等学校商業科を卒業してから2001年4月に上智短期大学（英語科）へ入学していた。生前の人物像は「控えめだが優しく、誠実で誰からも好かれる人柄」とされ、交際範囲も広くはなく、対人関係のトラブルはなかった。

### 被害者Aを拉致・強姦
Hは2002年1月22日深夜、仕事を終えた後で会社の同僚らと三島市内の居酒屋で飲食し、22時40分過ぎに店を出て同僚1人を三島市内の家に送り、乗用車（スバル・レガシィ）を運転して沼津市内の自宅へ帰宅しようとしていた。しかしその途中、従業員の集合場所に自分の弁当箱を忘れてきたことに気付いたため、弁当箱を取りに戻ろうと同市内の国道136号を南に向かって走行していた。その途中となる同日23時ごろ、三島市青木の国道136号沿い路上で同じ方向を自転車に乗って走行していた被害者Aを見つけて近づき、車の中から声を掛けた。AはHを全く相手にしなかったが、HはAを「若くてかわいい」と思ったことから「なんとか関係を持ちたい」と考えたため、先回りして三島市青木の駐車場（国道136号沿い）にレガシィを駐車して降車し、歩道に降りて被害者を待ち伏せた。そして被害者Aの前に立ち塞がって自転車を止めさせると、その前輪を跨ぎ自転車の前籠に両肘を突くなどして被害者に年齢・氏名・学校などを尋ねた。さらにAの肩へ腕を回し、Aの背中を押して自転車ごと近くに駐車してあった自車の側まで連れて行ったほか、再び自転車の前輪をまたぎながら執拗にAを誘ったが、Aは自転車ともども倒れ込むと大声を上げて起き上がり、Hから逃げ出そうとした。Hは抵抗するAの後ろ襟を掴み、引き寄せることでAを引き倒したが、Aは手を振り回すなどして抵抗して悲鳴を上げた。そのためHはAを強姦することを決意し、Aの頭部を右脇に抱え込みながら口を手で塞いで「静かにしろ」と脅し、チャイルドロックが設定された自車後部座席にAを素早く押し込み、被害者Aを車中に監禁した（逮捕・監禁罪）。
Hはそのまま自車を発進させてAを同県田方郡函南町軽井沢字立洞地内（強姦現場）まで走らせ、その間には恐怖するAに対し「俺の顔を見ただろう。車のナンバープレートも見ているだろう。警察にチクるなよ。ぶっ殺すぞ」などと脅迫していた。その後、強姦現場に到着したHは同日23時40分過ぎごろに車を駐車して後部座席（Aの右横）へ移動し、再び「俺の顔を見ただろう。警察に通報したらぶっ殺すぞ」などと言ってAを脅迫した。そしてAが畏怖して抵抗する気力を失い、黙り込んでいるのを認めたHは車内後部座席でAを全裸にして強姦した（強姦罪）。

### 殺害を決意
被害者Aは強姦されたことで憔悴し、服を着るのが精一杯で声を出す気力もないほどの状態に陥った。Hはそのような状態だった被害者Aに対し、再び「警察に通報すれば強姦したことを言いふらす」などと脅し、車内後部座席に監禁したまま再び三島市内まで戻った。Hは当初「街中の人気のない場所で被害者を解放しよう」と考えながら適当な場所を探して走り回っていたが、その途中で覚醒剤仲間（沼津市内在住）から「覚醒剤を注射するための注射器を持って来てほしい」と電話が入った。Hは自分も覚醒剤を打ちたくなり、同時に「被害者の解放場所を早く見つけなければならない」と考えて焦る一方で「被害者を解放すれば、警察に通報されて逮捕され、刑務所に戻ることになる」と不安を募らせたことから、被害者Aを殺害することを考えついた。
Hは当初、殺害方法として「犯行が発覚しないようにAを山に埋めるか、海や川に沈めるなどして殺害・遺棄しよう」と考えたが、適当な場所が思い浮かばないままAを閉じ込めた車を走らせつつ、覚醒剤仲間から依頼された注射器を取るために実家（三島市若松町）に立ち寄った。その際、実家の玄関先に灯油入りのポリタンクが置いてあったため、これを目にしたHは「被害者に灯油を掛けて焼き殺そう」と思いつき、ポリタンクを注射器とともに持ち出して車の助手席床上へ積み込んだ。そしてHは人気のない場所を求めて車で走り回った。

### 山中で被害者Aを焼殺
日付が変わった2002年1月23日未明、Hは三島市川原ケ谷字山田山地内の「三島市道山田31号道路」拡幅工事現場で被害者Aに生きたまま灯油を掛け、ライターで点火したことでAを生きたまま焼き殺した（殺人罪）。
同日2時ごろに現場へ到着し、車を駐車したHは被害者Aが逃げ出したり、声を上げたりしないよう、Aの両手首を後ろ手に縛り、口もガムテープで塞いだ。このようにして殺害の準備を整えると、HはAの腕を引っ張って降車させ、背中を押して歩かせ未舗装の道路に座らせた。Hは車内助手席から灯油の入ったポリタンクを持ち出し、被害者Aの頭上から灯油を全身に浴びせかけ「火、つけちゃうぞ」などと言って脅したが、Aは身動きせず声も上げなかった。そのためHは「Aは警察に通報しようと考えているのではないか？」と不安に駆られ、「早く被害者を始末して覚醒剤仲間のところに向かい、自分も覚醒剤を打ちたい」と思った。その一方で「これだけ脅せば、Aは解放されても警察に通報しないのではないか」「殺せば大変なことになるから、解放した方が軽い罪で済むのではないか」とも考えたため、いったんは殺害を躊躇したが、結局は「刑務所に逆戻りしたくない」と恐れたことから改めてAの殺害を決断した。
Hは灯油の掛かったAの後頭部の髪の毛にライターで点火し、炎が燃え広がっていく様子を確認した上で車に乗ってその場から逃走した。火を点けられたAは火だるまになり、数メートル離れたコンクリートブロックの間に倒れ込んで息絶えた。
犯行後、Hは覚醒剤仲間と合流する前にいったん実家へ戻り、殺害に使用した灯油入りポリタンクを元の場所に戻したほか、手に付着した灯油の臭いが覚醒剤仲間らに気付かれないように灯油を洗い流した。そして予定通り注射器を覚醒剤仲間に届け、自らも含めて覚醒剤を使用したが、覚醒剤仲間の家へ向かう途中で後続車からクラクションを鳴らされたことに立腹し、その運転手を殴打する事件を起こしていた。
覚醒剤を使用したHは再び自宅へ戻り、事件翌日（2002年1月23日）には普段通り建設会社に出勤したが、退勤後には被害者Aの自転車を沼津市の狩野川河口付近に架かる「港大橋」の中央付近から狩野川へ投げ捨てたり、その前後に被害者の所持品（携帯電話・財布など）を沼津市内のコンビニエンスストアのごみ箱に捨てたり、友人宅で燃やすなどして証拠隠滅を図っていた。

## 事件発覚
Hが被害者を殺害してから約30分後（2002年1月23日2時35分ごろ）、現場付近を通りかかったトラック運転手が黒い塊から炎が立ち上がっているのを発見し、近づくと強い異臭がして炎の中から足が見えたため「人だ」と気付いて110番通報した。通報を受けて駆け付けた三島警察署（静岡県警）の署員が若い女性（身長155 - 160 cm）の焼死体を発見した。遺体は毛髪が焼け焦げ、体の表面全体が着衣とともに炭化し、身を屈めるようにして横たわっていた。
事件当初は現場付近に争った形跡が確認できなかったため、三島署は自殺と事件の両面で調べていたが、同日午後に同署および静岡県警捜査一課は本事件を殺人事件と断定して捜査を開始した。その根拠は以下の通り。
- 遺体付近には茶色のフード付きジャンパーが落ちており[1]、その袖口には粘着テープで後ろ手に縛ったような跡が確認された[5]。また遺体の口元にも粘着テープが残っていた[72]。
- 灯油の容器・着火装置などが周囲になかった[注 28][73]。
- 焼け残った皮膚に生活反応[注 29]があることから「生きたまま全身に灯油のようなものを掛けられて焼き殺された」と推定できる[74]。

捜査本部は浜松医科大学で遺体を司法解剖したり、現場付近で遺留品の捜索・聞き込みなどを行った。一方で被害者・女子短大生Aの両親が同日午後になって「子供が前夜から帰宅せず、連絡が取れない」と捜査本部に連絡したため、捜査本部が被害者Aの学用品に残された指紋を調べたところ、遺体から採取した指紋と一致したため、遺体の身元は女子短大生Aと断定された。
一方で加害者Hは事件から2日後（2002年1月25日夜）、函南町塚本の国道136号で犯行に使用した車を無免許運転し、Uターンしようとして前から来た乗用車と接触し、相手の車に乗っていた男女2人にそれぞれ全治2週間の怪我を負わせ、そのまま逃走するひき逃げ事故を起こした。Hはその後も警察の目を逃れて身を隠し、事故後の同年1月27日に車を函南町内の自動車解体工場へ持ち込んだ。車はそのまま工場で解体され、後のひき逃げ事件の公判の際にも処分方法は明らかにされなかったが、三島署はナンバープレートの目撃証言から加害者Hの身元を特定した。
結局、Hはひき逃げ事件の捜査の手が自分に迫ったことを察知し、事故から約1か月後となる2002年2月28日に車検証を持って三島署へ出頭し、同日に三島署から業務上過失傷害・道路交通法違反容疑で逮捕された。結局、被告人Hは静岡地裁沼津支部で懲役1年6月の有罪判決を受け、本事件で逮捕される直前まで沼津拘置所（静岡刑務所沼津拘置支所）に服役していた。

## 捜査
捜査本部は事件当初、手口の残忍さから「怨恨による犯行の可能性がある」として被害者Aの交友関係などを調べたが、被害者Aの対人関係にトラブルは見当たらなかった。そのため捜査本部は「通り魔的犯行」の可能性を視野に捜査を進めたが、捜査は難航し、事件発生から解決までに約半年を要した。
被害者Aが乗っていた婦人用の自転車は遺体発見現場周辺から見つからず、所持品（携帯電話・財布・バッグなど）もすべて無くなっていた。そのため捜査本部は「被害者Aの所持品は犯人が持ち去った可能性がある」と推測して捜査し、その所在を探したが、Aの所持品は加害者Hにより焼却されていたことが事件解決後に判明した。また犯行に使われた灯油を分析して購入先の特定を進めたところ、三島市内のガソリンスタンド2軒で販売されていた灯油と成分が似ていることが判明したが、詳細な販売元は特定できなかった。事件から半年が経過した2002年7月22日・23日にはそれぞれ地元新聞（『静岡新聞』および『読売新聞』静岡版）がそれぞれ朝刊にて「捜査は難航している」と報道したが、証拠資料の科学的な分析により周辺の地理に精通していた夜間徘徊者・不審者リストに挙がっていた加害者Hが捜査線上に浮上していた。
2002年7月11日には警察官が服役中の男Hに対し本件犯行の嫌疑を告げた上で唾液の提出を求め、Hは唾液を提出した。捜査本部が提出された唾液をDNA型鑑定したところ、現場の遺留物と一致したため、捜査本部は同日午前にHを重要参考人として任意の事情聴取を開始し、同日中に逮捕監禁・強盗などの容疑で被疑者Hを逮捕した。逮捕当初、被疑者Hは取り調べに対し「事件の夜、被害者Aとコンビニエンスストアで会った」などと供述したが、「被害者とは合意の上で性行為をした」などと供述し強姦・殺害の容疑を否認した。その後、逮捕翌日（7月24日）には逮捕監禁容疑について容疑を認めたが、殺害については「一緒にいた外国人がやった」などと供述して否認し続けた。2002年7月25日、捜査本部は被疑者Hを逮捕監禁容疑などで静岡地方検察庁沼津支部に送検した。
また捜査本部は「事件後に処分されたHの車に証拠が残っている可能性が高い」として車を発見しようとしたが、前述のように車は既にスクラップにされていた。しかしその車のタイヤは特定・産業廃棄物処理業者からの押収に成功し、現場付近に残されたタイヤ痕とそのタイヤの照合を行った。これに加え、以下のような物証も発見された。
- 被疑者Hが被害者Aを拉致した際に使用されたものと同型の紙製粘着テープの使いかけ[注 33] - テープに残った指紋・テープの切り口などを調べた[81]。
- 被害者Aが乗っていた自転車[注 14] - 被疑者Hが追及に対し 「犯行後に拉致現場へ被害者Aの自転車を取りに戻り、2002年1月23日夜に橋の上から投げ捨てた」と供述したため[93]、橋付近を捜索したところ、橋の下流（狩野川河口から約1 km上流地点 / 水深1.6 m・川幅約210 m）の川底から自転車を発見した[102]。また携帯電話などについて被疑者Hは「犯行後に焼いて処分した」と供述した[93]。
- プラスチック製の灯油タンク[103] - 被疑者Hは「犯行に使った灯油は、被害者Aを車に乗せたままいったん家へ取りに帰った」と供述し[104]、それに基づいた捜索で発見された[105]

2002年7月30日までに、被疑者Hはそれまでの否認から一転して「被害者に灯油をかけて焼いた」などと述べ、殺害を認める具体的な供述を始めた。その後、さらに追及すると具体的な動機・手口について「顔を見られたので、灯油を掛けライターで火をつけて殺した」と供述したため、捜査本部は供述の裏付け捜査を進め、2002年8月13日に被疑者Hを殺人容疑で再逮捕した。
捜査本部は2002年8月15日に被疑者Hを殺人容疑で静岡地検沼津支部に追送検し、静岡地検沼津支部は2002年9月3日に被疑者Hを殺人・逮捕監禁などの罪状で静岡地裁沼津支部へ起訴した。このころまでに、加害者Hは全面的に犯行を認めた上で「申し訳ないことをした」と反省の言葉を述べていた。

## 刑事裁判
静岡地方裁判所沼津支部は2002年9月27日付で初公判開廷期日を「2002年11月12日午後1時10分」に指定し、同日午前には静岡県弁護士会に国選弁護人の選任を依頼した。

### 事実誤認の主張について
後述の第一審初公判以降、被告人Hは被害者Aを強姦した場所について、捜査段階から供述を翻し「起訴状では捜査段階で供述した『田方郡函南町軽井沢字立洞地内』とされているが、正しくは『三島市芙蓉台北の農免道路からゴルフ場側に約10 m入った辺りの路上』だ」と述べた。同時に、捜査段階で「函南町内で被害者Aを強姦した」と供述した理由については第一審・控訴審それぞれの公判において「捜査段階で被害者の遺体を見せられてショックを受け、それを連想させる場所には行きたくなかったので、強姦場所について虚偽の供述をした」と証言した。
しかし静岡地裁沼津支部（2004年）は検察官の主張通り、強姦現場を「函南町軽井沢」と事実認定したほか、東京高裁（2005年） も以下の理由から「被告人Hの強姦場所に関する捜査段階における供述の信用性は高い。公判における被告人Hの供述は被告人Hの主張する農免道路の地理的状況は拉致途中に覚醒剤仲間と電話で交わした内容とも矛盾し、捜査段階の供述と対比して信用できない」として被告人Hの主張を退け、第一審の判断を是認した。
- 「被告人Hは捜査段階で、逮捕翌日に『被害者と合意で肉体関係を持った』と初めて述べた際、その場所を『（函南町軽井沢にある勤務先建設会社の）軽井沢事務所から車で約10分弱走ったところ』と述べ、その直後に被害者を強姦したことを自供した際にも『函南町の山中道路端』と述べている。その後の本格的な取り調べでも拉致現場 - 強姦現場へ至る図面を描き、その経路について詳細に説明しながら『軽井沢事務所から箱根にある社長の父親の仕事場に行くことができる。その途中の山の中なら誰にも見られないと思って強姦場所に決めた』という趣旨の供述をしている」[7]
- 「警察官を現場に案内して実況見分に立ち寄った際には、現場の左側に人の背丈ほどに成長したトウモロコシ畑があったが、被告人Hは警察官に対し『事件当月（1月）にはその畑には何も栽培されていなかった』など、具体的で臨場感に富む供述をしている。これらの状況に加え、強姦場所に向かう途中には携帯電話に覚醒剤仲間から電話がかかってきたが、その際も当時の心理状態を交えつつ『函南町の山中に向かっている』などと供述していた。被害者を拉致した場所・強姦後に連れ回した場所（コンビニエンスストアの駐車場など）・さらには殺害現場まで警察官を案内して詳細に説明しながら、強姦場所には『遺体を連想させる場所には行きたくない』という理由で虚偽の供述をしたというのは甚だ不自然だ」[7]

### 第一審・静岡地裁沼津支部
2002年11月12日に静岡地裁沼津支部（高橋祥子裁判長）で被告人Hの初公判が開かれ、被告人Hは罪状認否で起訴事実を大筋で認めたが、車への監禁について高橋裁判長から「（被害者Aを）車に乗せる時点では強姦する気持ちはなかったのか」と確認されると「全くありません」と強い口調で答え、強姦目的の拉致を否認した。同日、被告人Hの弁護人側は「証拠が膨大で十分検討していない」として証拠採用についての意見を留保した。
事件発生から1年となる2003年（平成15年）1月24日に第2回公判が開かれ、検察官により同日に証拠採用された被害者遺族（被害者の両親）らの調書が朗読された。第3回公判（2003年2月20日）では弁護人側が陳述し、「被告人Hが被害者Aを拉致・殺害するまでの経路などは検察官の主張とは異なる」と主張した。
第4回公判（2003年3月20日）で被告人質問が行われ、被告人Hは「犯行後に覚醒剤を使用していた」と認めた上で、弁護人から「殺害の際に使用した灯油入りポリタンクを持ち出した段階における心情」を質問され「漠然と『（被害者Aが）いなくなればいい』と思ったり、脅す意図もあったが、（殺害しようという）明確な意識はなかった」と説明した。また「被害者Aが三島市内で一度車から飛び降りて逃げようとしたが、再び車に連れ戻した。（この事実をそれまでに自供しなかった理由は）罪が重くなると思ったからだ」と述べた。
第7回公判（2003年7月10日）では検察官が被害者女子短大生Aの両親を証人尋問し、両親からそれぞれ被告人Hへの極刑を望む旨の陳述を得た。さらに第8回公判（2003年8月26日）では検察官・弁護人がそれぞれ証人尋問を行い、検察官証人として召喚された被害者Aの姉は前回公判の両親と同様に被告人Hへの極刑を望む旨を述べた一方、弁護人証人として召喚された被告人Hの父親は「息子がやったことは取り返しのつかないことだが、どんな判決が下されても息子には生きていてほしい」と述べた。
2003年10月9日に論告求刑公判が開かれ、静岡地検沼津支部の検察官は被告人Hに死刑を求刑した。審理は2003年10月30日の公判で結審し、同日に行われた最終弁論で弁護人は「強姦・殺害を目的とした計画的犯行ではなく、犯行当時は飲酒・覚醒剤使用により正常な判断能力を有していなかった。被告人Hは真摯に反省しており矯正の余地もある」と述べて死刑回避を求め、適切な量刑に関して「無期懲役か有期懲役が相当」と主張した。最終意見陳述で被告人Hは「自分のしたことでたくさんの人に迷惑をかけて本当にすみませんでした」と述べ、犯行を謝罪した。

#### 無期懲役判決
2004年1月15日に判決公判が開かれ、静岡地裁沼津支部（高橋祥子裁判長）は被告人Hを無期懲役に処す判決を言い渡した。同地裁支部は判決理由で、争点となった被告人Hの「火を点けた時、被害者は既に死亡しているかもしれないと思った」とする主張を退け、検察官が主張した通り「犯行の発覚を恐れ、身元がわからないように焼殺した」と事実認定し、確定的な殺意を認定した。その上で情状面について「（殺害方法は）焼殺という極めて異常・残虐なものだ。自己中心的な動機で酌量の余地はない」「被告人Hの人間的な思考に欠けた冷酷な性格による犯行で社会的影響は大きく、矯正教育をしても犯罪性向を改めることは困難である」と指摘したが、他方で「被告人Hが反省の態度を示していること」「犯行に計画性が窺えないこと」「劣悪な環境で育ったこと」などの情状を挙げ、「規範的な人間性がわずかながら残されており、死刑とするにはなお躊躇いがある。終生、贖罪の日々を送らせるのが相当である」と結論付けた。担当した裁判官3人のうち1人は2009年に『読売新聞』（読売新聞社）の取材に対し「公判の途中から死刑求刑を予想し、死刑か無期懲役かを前提に議論した結果、従来の量刑の傾向から見ると、ボーダーラインというよりは無期懲役に近いケースだと思い無期懲役刑を選択したが、被害者感情を重視する世論が高まっている時期だったため、裁判所には判決後に非難の電話が相次いだ」と述べている。
静岡地検沼津支部は量刑不当を理由に2004年1月28日付で東京高等裁判所へ控訴した一方、被告人Hも量刑不当を理由に2004年2月10日までに東京高裁へ控訴した。

### 控訴審・東京高裁
東京高等裁判所第6刑事部における控訴審で裁判長を務めた田尾健二郎は2004年初夏に第一審・静岡地裁沼津支部の判決文を読んで「何の落ち度もない被害者Aがアルバイトの帰り道で見ず知らずの男に拉致・乱暴されて惨殺されたあまりにもひどい事件だ。（死刑を回避して無期懲役を選択した）原判決は本当に正しいのだろうか？」と疑念を抱き、「死刑か無期懲役か、すべての情状を判断する必要がある」と考えていた。
なお本事件と同時期に静岡地裁沼津支部で審理され、死刑求刑に対し無期懲役が言い渡された事件には沼津市内で発生した女子高生へのストーカー殺人事件（沼津ストーカー殺人事件）があるが、同事件の被告人は元婚約者への殺人未遂の前科があり、被害者を駐輪場で待ち伏せて殺害していた。そのため控訴審で被告人Hの国選弁護人を担当した福島昭宏（東京弁護士会）は「本事件より沼津のストーカー殺人事件の方が凶悪で、より逆転死刑判決が言い渡される可能性が高い」と予想していたが、結局は東京高裁（田尾裁判長）でも無期懲役判決が維持された。
また東京弁護士会は東京高裁に対し「本事件を特別案件に指定してほしい」と申し出ていたが、担当部（東京高裁第6刑事部）はこれを認めなかった。そのため福島は「東京高裁は本事件をそこまで重要とは考えていないだろうし、死刑はあり得ないだろう。むしろ（本事件とほぼ同時期に東京高裁に係属していた）特別案件に指定された被害者2人の強盗殺人事件の被告人の方が死刑になる可能性が高い」とも予想していたが、本事件は死刑が言い渡された一方、特別案件指定事件は無期懲役判決が支持された。

#### 控訴審の審理
東京高裁第6刑事部（田尾健二郎裁判長）で2004年10月14日に控訴審初公判が開かれ、検察官は控訴趣意書で「本件犯行の諸事情に照らすと、被告人Hに対しては死刑をもって臨むほかないのに、原判決が被告人への死刑適用を回避して無期懲役の量刑を選択したのは著しく軽く不当である」「冷酷・残虐な犯行で被告人Hには反省も見られない。殺人などの前科がなく殺害された被害者が1人であっても、本件で極刑を回避しては司法に対する信頼が揺らぐ」と述べた。一方で弁護人は控訴趣意書で「被告人Hが被害者Aを強姦した場所は函南町内ではなく三島市芙蓉台北付近だ」と事実誤認の旨を主張したほか、量刑面についても「途中で殺害を躊躇するなど計画性はなく、無期懲役は重すぎる」（＝有期懲役刑が妥当）と主張した。
続く第2回公判（2004年12月7日）で被告人質問が行われ、被告人Hは検察官からの「殺害時に使った灯油を実家から持ち出した理由」に関する質問に対し「被害者Aを脅すためで、その時点では殺そうと思っていなかった」などと述べた。その上で「被害者Aを殺害した理由」に関する質問には繰り返し「分からない」と述べた一方で、控訴理由については「少しでも刑を軽くしたかった」と述べた。
控訴審は第3回公判（2005年〈平成17年〉1月18日）に結審した。同日は証人尋問が行われ、検察官側の証人として出廷した被害者Aの父親が被告人H本人に対し「娘がされたのと同じことをしてやりたい気持ちだ。発覚を恐れて殺すなど、人間のすることではない」と述べ、第一審と同様に死刑を求めた。結審後、裁判長を務めた田尾は第一審判決が死刑回避の事情として指摘した「周到な計画に基づく犯行ではない点」「被告人Hの前科に殺人などの犯罪は見当たらない点」などを改めて検証し、最終的には「どの情状も『被害者を生きたまま焼殺する』という残虐な犯行態様に比べれば、被告人Hに有利な情状とは認められない」という心証を固め、陪席裁判官2人（鈴木秀行・山内昭善）とともに「死刑しかない」と結論を出した。

#### 死刑判決
東京高裁第6刑事部（田尾健二郎裁判長）は2005年3月29日に開かれた控訴審判決公判で原判決（第一審・静岡地裁沼津支部の）無期懲役判決を破棄し、被告人Hに検察官の求刑通り死刑判決を言い渡した。東京高裁（2005年）は被告人H・弁護人による事実誤認の主張を退け、第一審と同様に「被害者を強姦した場所は函南町内」と事実認定した上で、以下のような情状を指摘した。
- 「被告人Hは少年時代から非行を繰り返し、少年院で2度にわたり矯正教育を受け、成人後も懲役刑に処され相当長期間服役したが、仮釈放を経て刑期満了後半年足らずで今回の犯行に及んだ。そのことを考慮すれば被告人Hの規範意識は著しく希薄で、更生意欲に乏しく、犯罪性行は根深いと言わざるを得ない。原判決は『被告人Hが幼少期に貧困家庭・劣悪な生活環境で生育したことがその人格形成に影響していることは否定し難く、量刑上考慮されるべきだ』と指摘している[注 8]が、Hと同じ家庭環境で育った兄弟に犯歴はない。被告人Hの犯罪性行は家庭・生育環境よりそれまでの生き方・考え方・生活の仕方に由来するところが大きい。加えてHは事件当時30歳に近い年齢で妻と子供2人を抱える身だったから、その生い立ちに同情すべき点があったとしても斟酌するには限界がある」[42]
- 「原判決は『Hが強姦の犯意を生じたのは、被害者Aを待ち伏せした時点ではなく、Aが悲鳴を上げ逃げ出そうとしたことがきっかけだ。それまではAに言葉を掛けて誘い続けている』と指摘した上でその点をHにとって有利に斟酌しているが、『相手が自分の誘いに応じてくれるかもしれない』と考えたこと自体が自己中心的だ。その誘い方も強引・執拗で、体力に物を言わせてAを誘おうとしたことが拉致・強姦へ発展したのだから、犯行の悪質さは強姦の犯意を生じた時点がいつなのかでそれほど異なるものではない」[8]
- 「原判決は『被告人Hは当初、被害者Aを解放するための場所を探していた。実家からポリタンクを持ち出した時点でも殺意は強固ではなく、被害者Aに灯油を浴びせた時点でも殺害を躊躇していた。周到な計画に基づく殺人ではない』と指摘しているが、Hは『灯油を掛けて焼き殺そう』と思い立ってから殺害に至るまで手際よく、計画的な犯行に劣らぬ迅速な行動を取っている。また監禁後に被告人Hが殺害を躊躇したのは『殺害が発覚すれば重い罪で処罰される』と恐れたためでもっぱら自己保身に基づき、被害者に対する慈悲の心情によるものではない。『周到に殺害を計画していない』ことを強調するのは相当ではなく、『覚醒剤を打ちたい』と考えて被害者を生きたまま焼き殺すという人間性を欠いた被告人Hの行為には慄然とせざるを得ない」[11]
- 「原判決は『Hは被害者Aを殺害後、薬物を注射したり煙草を吸ったりした際に動揺して手指が震えていた[注 25]事実が認められ、その事実からはなお規範的な人間性が残っているとみる余地がある』と指摘しているが、犯行後には証拠隠滅を図るため灯油入りポリタンクを元の場所に戻したり、被害者の自転車を狩野川に投棄しているなど、冷静・周到な行動を取っている。その点に照らせば原判決の説示にはたやすく賛同できない。また原判決は『被告人の前科には他人の生命を侵害しようとした犯罪（殺人など）は見当たらず、そのような犯罪傾向は顕著とまでは言い難い』と指摘しているが、少年院から何度も矯正教育を受け、前刑でかなり長期間服役したにも拘らず仮釈放から1年未満でこのような凶悪犯罪を犯している点を考慮すれば、特段に有利な事情とは認められない」[11]

そして「被害者Aは生前、誠実に生きて努力を重ねてきたにも拘らず、不幸にも被告人Hの目の留まってしまったばかりに犯行の犠牲になった。体を縛られた状態で焼き殺された被害者Aの無念・苦痛はいかばかりかと察せられ、深い哀れみを覚えざるを得ない。被害者遺族が強く死刑を望むのは当然だ」と指摘し、「被告人Hには反省悔悟の情が窺われるが、Hにとって有利に斟酌すべき事情を最大限に考慮しても、残虐な殺害方法・改善更生の乏しさなどから見れば罪責はあまりにも重大で、極刑をもって臨むほかない」と判断した。
1983年（昭和58年）に死刑選択基準の判例として最高裁判所から「永山基準」が示されて以降、「殺害された被害者数が1人の殺人事件」では身代金誘拐・保険金殺人・逆恨みを動機としたお礼参り殺人など計画性が高い利欲目的の場合や、過去に無期懲役刑で服役したにも拘らず仮釈放中に再犯した場合を除いて死刑を回避する傾向が強かった。そのため、利欲目的でなく殺人の前科もない被告人Hに死刑判決が言い渡された本判決は極めて異例なもので、少なくとも静岡県内においてはこれが初の事例だった。
本判決について田淵浩二（当時：香川大学教授・刑事訴訟法）は『静岡新聞』（静岡新聞社）朝刊（2005年3月30日）紙上で「被害者遺族の処罰感情・社会的影響を重視した内容だ。今後もこうした判決が出る可能性がある」と、土本武司（当時：帝京大学教授）は『読売新聞』（読売新聞社）朝刊紙上で「注目すべき判決。複数の命でないと犯人1人の命に匹敵しないというのは不自然。この判決は重要な先例となるだろう」とそれぞれ解説した。また『静岡新聞』は2005年3月30日の朝刊コラムで「被害者Aの父親が『娘が帰ってくるわけではない』と言ったように、遺族には一つの区切りになっても心の深い傷が癒えることはない。しかしあまりにも惨い犯行で、死刑制度が存在する限りそれしか当てはまらない残虐な行為で、今回の判決は当然の結論だろう」と述べた。
弁護人は閉廷後に「被害者の数に言及しなかったのは残念。『死刑にはならない』と思っていたので不意打ちを受けた気分だ。判決は極めて重い」と述べた。その上で判例違反を主張し、2005年3月30日付で最高裁へ上告した。

### 上告審・最高裁第二小法廷
最高裁判所第二小法廷（古田佑紀裁判長）は2007年（平成19年）10月22日までに、本事件の上告審口頭弁論公判を開廷する期日を「2007年12月17日」に指定して関係者に通知した。
最高裁第二小法廷（古田佑紀裁判長）で2007年12月17日に上告審口頭弁論公判が開かれ、弁護人は死刑回避を、検察官は上告棄却をそれぞれ求めた。その後、最高裁第二小法廷（古田佑紀裁判長）は2008年（平成20年）2月12日までに上告審判決公判の期日を「2008年2月29日」に指定した。
最高裁第二小法廷（古田佑紀裁判長）で2008年2月29日に上告審判決公判が開かれ、同小法廷は控訴審の死刑判決を支持して被告人Hの上告を棄却する判決を言い渡したため、死刑判決が確定することとなった。被告人Hの弁護人は上告審判決を不服として2008年3月10日付で最高裁第二小法廷に判決の訂正を申し立てたが、申し立ては同小法廷から2008年3月17日付で出された決定により棄却されたため、被告人Hの死刑判決が確定した。
1983年に「永山基準」が示されて以降、殺害された被害者数が1人の事件で死刑が確定した死刑囚の人数は本判決以前までに計24人だったが、うち23人は金銭利欲目的（強盗殺人・身代金目的誘拐・保険金殺人）か、もしくは殺人前科がある場合（無期懲役刑の仮釈放中に新たな殺人事件を起こした者を含む）に限られており、唯一の例外は2004年に発生した奈良小1女児殺害事件の死刑囚だけだった。そのため、本事件は利欲目的・殺人前科ともになかった被告人に対し、最高裁で死刑判決が支持されて確定する極めて異例のケースとなった。また、静岡地裁管内で第一審が行われた刑事裁判において死刑判決が確定した事例は1980年に最高裁で死刑が確定した袴田事件の死刑囚・袴田巌以来28年ぶりだった。
上告審判決について渥美東洋（当時：京都産業大学教授）は「拷問に等しいような犯行で死刑は当然だ。犯罪が多様化しており『被害者の数だけで量刑を決められるような時代』ではない。判決は『死刑適用の具体的事例』として『新たな1つの基準』が加わったと解釈することができる」と、石塚伸一（龍谷大学教授）は「被告人Hの矯正可能性に触れつつ死刑を選択したことは従来より厳しいと言わざるを得ない。判決文では死刑選択の理由に後向きな表現が目立つが、控訴審の死刑判決を破棄するまでには至らなかった」とそれぞれ評価した。

## 死刑執行
死刑囚Hは死刑執行まで東京拘置所に収監されていたが、死刑確定者らを対象に実施されたアンケートに対し以下のように回答していた。
- 2008年（平成20年）7月 - 8月にかけて「死刑廃止国際条約の批准を求めるフォーラム90」が実施したアンケート[184] - 「何を言っても言い訳になるが、殺人という人として最も重い罪を犯してしまったからこそ、死刑囚となった自分は命の尊さ・大切さや、被害者や遺族の苦しみ・悲しみ・怒りを知ることができた。死刑囚こそ誰よりも命の大切さを知っていることをわかってほしい。外部交通権が制限されており、新しく改正された刑事収容施設法も現状では自分たちのことを考えた新法とはいえず、役人にとって都合のいい新法でしかない」[28]
- 2011年6月20日 - 8月31日に参議院議員・福島瑞穂が実施したアンケート[注 69][186]
  - 「外部交通がかなり厳しく、文通・面会などの交流が自由にできない。再審請求のための支援者が死亡したが、新たな再審支援者の外部交通も許可されず、再審請求の邪魔ばかりされている」[29]
  - 「死刑囚は命の大切さを他の誰よりも知っている。死刑は国家が殺人を犯すのと同じで、死刑執行方法（絞首刑）もかなり残酷だ。自分が犯した罪の重さを理解した上で毎日反省・悔悟しているが、『いつ死刑を執行されて死ぬかわからない』という気持ちを与え続けることは精神的拷問と同じで、死刑執行だけはされたくない。被害者遺族には納得してもらえないかもしれないが、生きて償いたいし、できることなら被害者遺族と直接会って謝罪したいと思う。まだ被害者・遺族への謝罪・償いができていないうちに死ぬわけにはいかない」[187]
  - 「（社会にいたら誘惑もあるが）『もし再び社会に出られたなら、一生犯罪を犯したり悪いことをしたりしない』という自信がある。死刑執行の恐怖に比べれば一般社会で真面目に生きることなど簡単だ。被害者遺族と同様に死刑囚も苦しんでいる。被害者遺族とは同じ立場ではないが『死刑囚の苦しみ』もわかってほしいし、『終身刑があれば被害者遺族への償いができる』ので死刑廃止を強く訴えたい。それが死刑囚ほとんどの総意だろう」[188]

法務大臣滝実が発した死刑執行命令により、死刑囚Hは2012年（平成24年）8月3日に収監先・東京拘置所で死刑を執行された（40歳没）。死刑執行後、Hの遺体は遺族に引き取られた（無縁仏にはなっていない）とされる。